# 213 Лилеја
213 Лилеја (лат. 213 Lilaea) је астероид главног астероидног појаса. Приближан пречник астероида је 83,01 km,
а средња удаљеност астероида од Сунца износи 2,754 астрономских јединица (АЈ).
Инклинација (нагиб) орбите у односу на раван еклиптике је 6,804 степени, а орбитални период износи 1670,181 дана (4,572 године). Ексцентрицитет орбите астероида износи 0,145.
Апсолутна магнитуда астероида износи 8,64 а геометријски албедо 0,089.
Астероид је откривен 16. фебруара 1880. године.